# 1443 w literaturze
Wydarzenia literackie w 1443 roku.

## Zmarli
- Thomas Simonsson, szwedzki poeta (ur. ok. 1380)
- Ivan Stojković, chorwacki teolog (ur. ok. 1380)
- Motokiyo Zeami, japoński dramaturg (ur. ok. 1363)